# گروه رینولدز
 گروه رینولدز یک شرکت آمریکایی در حوزه صنعت بسته‌بندی و صنعت آلومینیوم مستقر در آوکلند، نیوزیلند بود. این شرکت دومین شرکت بزرگ آلومینیومی در ایالات متحده و سومین در جهان بود. شرکت فلزات رینولدز توسط شرکت آلکوا در ماه ژوئن سال ۲۰۰۰ خریداری شد.
شرکت فلزات رینولدز بیش‌تر برای مصرف‌کنندگانِ ورق آلومینیومی شناخته شده‌بود.
این شرکت پیش از انقلاب اسلامی ایران، مالک بیست درصد سهام شرکت آلومینیوم ایران (ایرالکو) بود.